# ゲンバビト
『ゲンバビト』は、CBCテレビの製作により、TBS系列で放送されていた「仕事ドキュメンタリー」番組である。パーソルグループの単独スポンサー番組。キャッチコピーは「熱源はここにある」。

## 概要
あらゆる職業の現場の最前線で働く人々を「ゲンバビト」と呼び、彼らの仕事ぶりを紹介するドキュメンタリー。同じTBS系列で当番組のひとつ前の時間枠で放送されている『情熱大陸』（毎日放送製作）が、各回ごとに特定の人物ひとりを取材対象としているのに対し、当番組では「職場の仕事内容」全体にスポットを当て取材対象としており、同業種の職種や役職を横断的に複数名の人物を現場取材している。俳優・ミュージシャンのピエール瀧が番組ナビゲーターを務め、スタジオで各回の職業経験者などのゲストを交えて取材VTRを見ながら、その仕事内容を掘り下げたトークを展開する。
放送一周年を目前にした2019年3月12日にピエール瀧が麻薬及び向精神薬取締法違反容疑で逮捕され、CBCテレビは3月分の残り3回の放送を休止し、当時間枠の前番組だった『旅ずきんちゃん』の特番に差し替えた。スポンサーのパーソルグループは代替番組には提供せず、製作局のものを含めた番組宣伝に差し替えられた。その後、3月19日のCBCテレビの事業会見の場において番組の終了（打ち切り）が発表され、4月7日からは「働く人を応援する」というコンセプトを据え置いた後継番組『BACKSTAGE』に切り替わった。

## スタジオ出演者
- ピエール瀧（電気グルーヴ）
- ほか、ゲスト

## ネット局と放送時間
| 放送対象地域   | 放送局                    | 系列    | 放送開始日                   | 放送時間（JST）     | ネット状況 |
| -------------- | ------------------------- | ------- | ---------------------------- | ------------------- | ---------- |
| 中京広域圏     | CBCテレビ（CBC）          | TBS系列 | 2018年4月1日 - 2019年3月10日 | 日曜 23:30 - 翌0:00 | 【制作局】 |
| 北海道         | 北海道放送（HBC）         | TBS系列 | 2018年4月1日 - 2019年3月10日 | 日曜 23:30 - 翌0:00 | 同時ネット |
| 青森県         | 青森テレビ（ATV）         | TBS系列 | 2018年4月1日 - 2019年3月10日 | 日曜 23:30 - 翌0:00 | 同時ネット |
| 岩手県         | IBC岩手放送（IBC）        | TBS系列 | 2018年4月1日 - 2019年3月10日 | 日曜 23:30 - 翌0:00 | 同時ネット |
| 宮城県         | 東北放送（TBC）           | TBS系列 | 2018年4月1日 - 2019年3月10日 | 日曜 23:30 - 翌0:00 | 同時ネット |
| 山形県         | テレビユー山形（TUY）     | TBS系列 | 2018年4月1日 - 2019年3月10日 | 日曜 23:30 - 翌0:00 | 同時ネット |
| 福島県         | テレビユー福島（TUF）     | TBS系列 | 2018年4月1日 - 2019年3月10日 | 日曜 23:30 - 翌0:00 | 同時ネット |
| 関東広域圏     | TBSテレビ（TBS）          | TBS系列 | 2018年4月1日 - 2019年3月10日 | 日曜 23:30 - 翌0:00 | 同時ネット |
| 山梨県         | テレビ山梨（UTY）         | TBS系列 | 2018年4月1日 - 2019年3月10日 | 日曜 23:30 - 翌0:00 | 同時ネット |
| 長野県         | 信越放送（SBC）           | TBS系列 | 2018年4月1日 - 2019年3月10日 | 日曜 23:30 - 翌0:00 | 同時ネット |
| 新潟県         | 新潟放送（BSN）           | TBS系列 | 2018年4月1日 - 2019年3月10日 | 日曜 23:30 - 翌0:00 | 同時ネット |
| 静岡県         | 静岡放送（SBS）           | TBS系列 | 2018年4月1日 - 2019年3月10日 | 日曜 23:30 - 翌0:00 | 同時ネット |
| 富山県         | チューリップテレビ（TUT） | TBS系列 | 2018年4月1日 - 2019年3月10日 | 日曜 23:30 - 翌0:00 | 同時ネット |
| 石川県         | 北陸放送（MRO）           | TBS系列 | 2018年4月1日 - 2019年3月10日 | 日曜 23:30 - 翌0:00 | 同時ネット |
| 近畿広域圏     | 毎日放送（MBS）           | TBS系列 | 2018年4月1日 - 2019年3月10日 | 日曜 23:30 - 翌0:00 | 同時ネット |
| 鳥取県・島根県 | 山陰放送（BSS）           | TBS系列 | 2018年4月1日 - 2019年3月10日 | 日曜 23:30 - 翌0:00 | 同時ネット |
| 岡山県・香川県 | 山陽放送（RSK）           | TBS系列 | 2018年4月1日 - 2019年3月10日 | 日曜 23:30 - 翌0:00 | 同時ネット |
| 広島県         | 中国放送（RCC）           | TBS系列 | 2018年4月1日 - 2019年3月10日 | 日曜 23:30 - 翌0:00 | 同時ネット |
| 山口県         | テレビ山口（tys）         | TBS系列 | 2018年4月1日 - 2019年3月10日 | 日曜 23:30 - 翌0:00 | 同時ネット |
| 愛媛県         | あいテレビ（itv）         | TBS系列 | 2018年4月1日 - 2019年3月10日 | 日曜 23:30 - 翌0:00 | 同時ネット |
| 高知県         | テレビ高知（KUTV）        | TBS系列 | 2018年4月1日 - 2019年3月10日 | 日曜 23:30 - 翌0:00 | 同時ネット |
| 福岡県         | RKB毎日放送（RKB）        | TBS系列 | 2018年4月1日 - 2019年3月10日 | 日曜 23:30 - 翌0:00 | 同時ネット |
| 長崎県         | 長崎放送（NBC）           | TBS系列 | 2018年4月1日 - 2019年3月10日 | 日曜 23:30 - 翌0:00 | 同時ネット |
| 熊本県         | 熊本放送（RKK）           | TBS系列 | 2018年4月1日 - 2019年3月10日 | 日曜 23:30 - 翌0:00 | 同時ネット |
| 大分県         | 大分放送（OBS）           | TBS系列 | 2018年4月1日 - 2019年3月10日 | 日曜 23:30 - 翌0:00 | 同時ネット |
| 宮崎県         | 宮崎放送（MRT）           | TBS系列 | 2018年4月1日 - 2019年3月10日 | 日曜 23:30 - 翌0:00 | 同時ネット |
| 鹿児島県       | 南日本放送（MBC）         | TBS系列 | 2018年4月1日 - 2019年3月10日 | 日曜 23:30 - 翌0:00 | 同時ネット |
| 沖縄県         | 琉球放送（RBC）           | TBS系列 | 2018年4月1日 - 2019年3月10日 | 日曜 23:30 - 翌0:00 | 同時ネット |

## スタッフ
- ナレーター：小松由佳
- 構成：間マサムネ、米田匡篤、政池洋佑、岡本靖正、高橋かづゆき
- スタジオ技術：長谷川美和、保泉達也、高橋英史、平田壮之介、高木英紀、高橋広、加藤翠、木村朋宏、山田由香
- ロケ撮影：FINDERS
- 美術：澁谷政史
- 美術デザイナー：中村嘉邦
- 装置：坂本進
- 操作：樋口真也
- 電飾：西田和正
- アクリル装飾：青木剛
- 編集：江島翼
- MA：齋(斎)藤真央
- アートディレクター：藤野大作
- CGデザイン：The King Maker
- 音効：安原裕人、秋庭加菜子、渡邉健太郎
- 協力：Ray、grasp、共立ライティング、style STYLE
- 編成：田中俊彦（CBCテレビ）
- web：河野浩之（CBCテレビ）、藤木フラン
- 宣伝：橋本栄次・中橋かおり（CBCテレビ）
- AD：源田陽介、𦥑倉千裕、石髙浩子、吉田美鈴、佐々木秀夫、橋元綱希
- ディレクター：森健宣、鴇田一樹（CBCテレビ、ゲンバ監督の回あり）、久延雅一（モンスターゾーン）、漆畑由美、江上由菜、大貫翔平、飯田亮太
- 企画プロデュース：柳橋弘紀（テイクシステムズ）
- AP：長谷川三芳・安瀬勇人（テイクシステムズ）
- プロデューサー：中川陽介・磯部隆（CBCテレビ）、柴田昇（テイクシステムズ）、嶋田哲治（モンスターゾーン）
- ゲンバ監督：ウエダダイスケ（ディレクターの回あり）
- 制作協力：テイクシステムズ
- 製作著作：CBCテレビ

### 過去のスタッフ
- プロデューサー：岩井富士夫[1]